# Hauhechel-Stelzenwanze

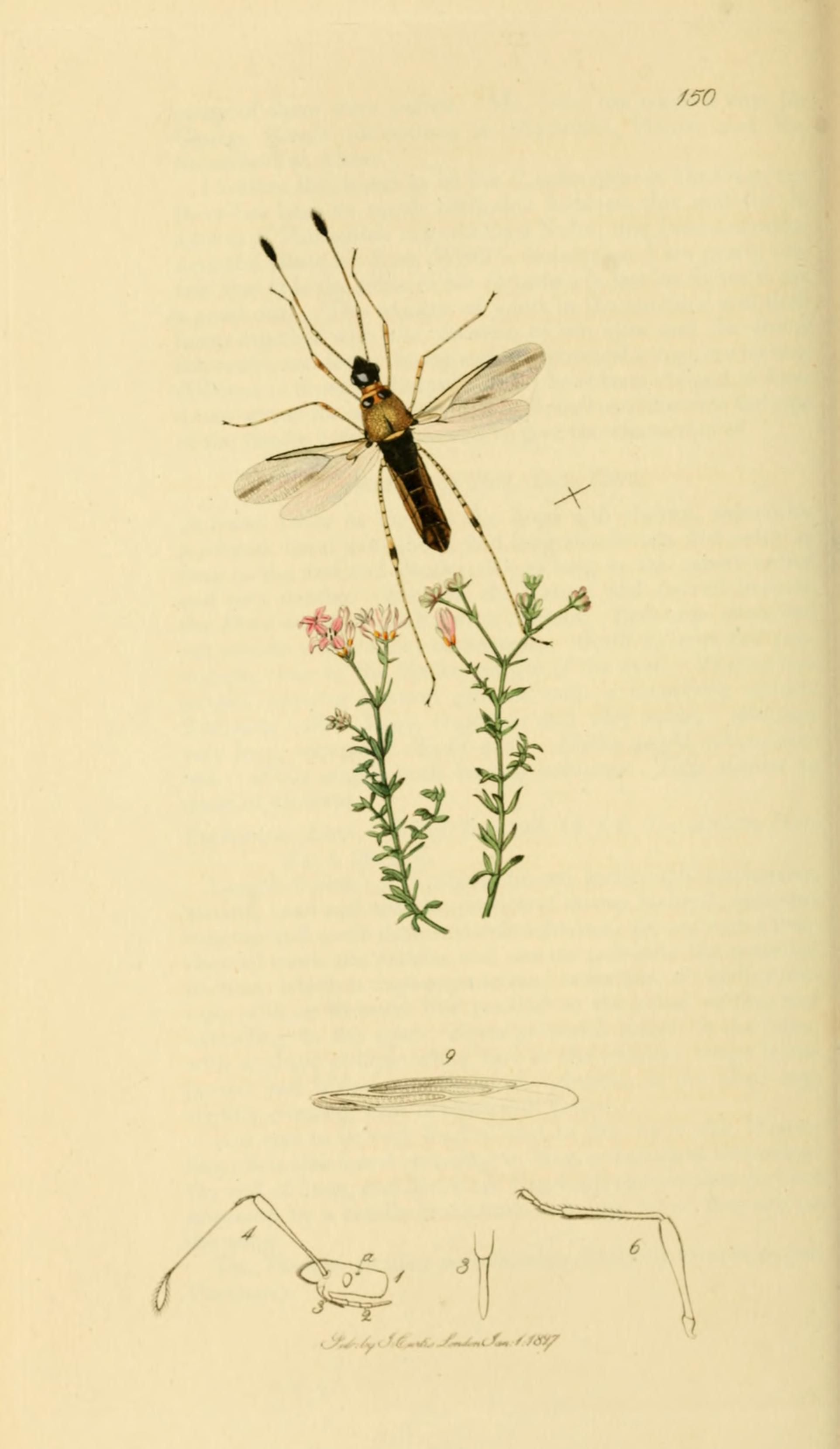
Illustration von John Curtis

Die Hauhechel-Stelzenwanze (Gampsocoris punctipes) ist eine Wanze aus der Familie der Stelzenwanzen (Berytidae).

## Merkmale
Die Wanzen werden 3,4 bis 4,3 Millimeter lang. Sie haben einen zarten Körperbau mit dunklem Kopf und Hinterleib, blass geringten Beinen und einen grünlich gefärbten Hinterleib. Auf dem Schildchen (Scutellum) befindet sich ein langer Dorn. Die Art kann mit Gampsocoris culicinus verwechselt werden.

## Verbreitung und Lebensraum
Die Art ist in Europa, mit Ausnahme des Nordens, in Nordafrika und östlich bis zur Schwarzmeerregion und nach Kleinasien verbreitet. Sie ist in Deutschland weit verbreitet, fehlt aber vor allem lokal im Nordwesten. In Österreich ist die Verbreitungssituation auf Grund von Verwechslungen mit Gampsocoris culicinus noch unklar. In Großbritannien ist sie in weiten Teilen Englands und Wales verbreitet. In Irland ist sie selten. Besiedelt werden vor allem trockene, warme, offene Gebiete ohne Präferenz in der Bodenbeschaffenheit.

## Lebensweise
Die Tiere leben an Hauhecheln (Ononis), vor allem an Dorniger Hauhechel (Ononis spinosa) und Kriechender Hauhechel (Ononis repens). Die Entwicklung erfolgt genauso wie bei Gampsocoris culicinus: Die Eiablage erfolgt im Mai und Juni, die erwachsenen Tiere der neuen Generation erscheinen ab August. Die Überwinterung erfolgt in lockerem Bodenstreu, häufig unter den Nahrungspflanzen.

## Belege